# Oganesson
Oganesson is een scheikundig element met symbool Og en periodiek nummer 118. Het kan vallen onder de edelgassen.

## Ontdekking

Verval van oganesson-294

In 1999 beschoot een onderzoeksteam aan het Lawrence Berkeley National Laboratory in Californië lood-208-atomen met hoog-energetische krypton-86-ionen om oganesson te creëren. Na een analyse leken er drie atomen van element 118 met atoommassa 294 en een halveringstijd van minder dan een milliseconde te zijn.
{\displaystyle {\ce {^{86}_{36}Kr + ^{208}_{82}Pb -> ^{293}_{118}Og + ^1_0n}}}
In 2001 trok het team echter zijn claims in nadat andere laboratoria er niet in waren geslaagd om hun resultaten te reproduceren door dezelfde techniek toe te passen. Na een nieuwe analyse van de oorspronkelijke gegevens bleek het element 118 niet geproduceerd te zijn.
In 2006 maakten onderzoekers van het Russische Gezamenlijk Instituut voor Kernonderzoek en het Lawrence Livermore National Laboratory in Californië in Physical Review C bekend dat ze indirect element 118 hadden gedetecteerd na botsingen van californium- en calciumatomen. De vervalproducten van drie atomen, niet de atomen zelf, zijn waargenomen. Een halveringstijd van 0,89 ms werd waargenomen. Element 118 vervalt tot element 116 door alfaverval. Binnen seconden vervalt dit weer door alfaverval tot het stabielere seaborgium-271, met een halveringstijd van 1,9 minuten. Dit vervalt weer tot rutherfordium-267 met een halveringstijd van 1,3 uur.
{\displaystyle {\ce {^{249}_{98}Cf + ^{48}_{20}Ca -> ^{294}_{118}Og + 3^1_0n}}}

## Naam
Tot 2016 had het element de systematische naam ununoctium met symbool Uuo. De naam komt van het Latijnse unus (een) en octo (acht): 2 keer unus en een keer octo maakt 118.
In juni 2016 heeft de IUPAC de naam oganesson voorgesteld voor dit element. In de naam wordt de nog levende Russisch-Armeense wetenschapper Joeri Oganesjan (1933) geëerd, met de uitgang -on naar analogie van de namen van de edelgassen in deze groep 18 van het Periodiek Systeem.
Op 28 november werd het voorstel geaccepteerd.